# Teatro Spreckels
El Teatro Spreckels (en inglés: Spreckels Theater Building) es un teatro histórico ubicado en San Diego, California. El Edificio del Teatro Spreckels se encuentra inscrito  en el Registro Nacional de Lugares Históricos desde el 28 de mayo de 1975.

## Ubicación
El Edificio Spreckels Theatre se encuentra dentro del condado de San Diego en las coordenadas 32°42′55″N 117°09′45″O / 32.715278, -117.1625.